# Jiskefet
Jiskefet was een humoristische, absurdistisch-satirische serie uitgezonden door de VPRO van 1990 tot 2005. Het woord "jiskefet" is Fries voor "vuilnisemmer" (in de meest letterlijke betekenis "asvat") en werd als titel aangereikt door de moeder van eerste regisseur Pieter Verhoeff tijdens diens verjaardag.
De serie werd gemaakt door Kees Prins, Michiel Romeyn en Herman Koch. Het programma was min of meer een voortzetting van het radioprogramma Borát, ook van de VPRO met veel sketches en improvisaties, met onder anderen Marjan Luif. Zij was vervolgens ook medebedenker van Jiskefet, maar hield het al snel voor gezien.
Op 18 november 2005 werd bekendgemaakt dat Jiskefet er na vijftien jaar mee stopte. Wel werden incidentele comebacks niet uitgesloten: zo gaven de acteurs op 8 december 2008 een optreden tijdens het Comedy Ball in de Amsterdamse Melkweg. Verder traden de acteurs in april 2010 zes avonden op in de Heineken Music Hall met de "Heb je nog geneukt" tour 2010 met gastrollen van Loes Haverkort en Anniek Pheifer. In april 2011 kwamen ze terug naar de Heineken Music Hall met 'Goeiesmorgens - De Musical', bijgestaan door gastactrices Loes Haverkort en Marie Prins.
De meeste seizoenen van de serie bestonden uit losse sketches. Ook zijn er regelmatig series gemaakt met op zichzelf staande onderwerpen.
Het trio procedeerde tot de Hoge Raad om hun merk te beschermen. Laatstgenoemde oordeelde op 27 oktober 2023 dat een Jiskefet Encyclopedie gewoon op de markt mocht verschijnen.
In 2025 ontving Jiskefet een Ere Zilveren Nipkowschijf.

## Rolverdeling

### Kees Prins
Kees Prins vertolkte onder meer de corpsbal Kamphuijs, de kantoorklerk Edgar, de proleet Willie en artiest Dicky Curtis. Veel van zijn figuren hadden ook zangteksten, met als bekendste de volkszanger Melvin. Dit personage kwam voor het eerst ten tonele in een aflevering van de Lullo's waarbij de drie corpsballen een zanger inhuren en Melvin zijn nummer 'Oh Oranje' ten gehore brengt, waarna hij door de verveelde Van Binsbergen en Kerstens weggepest wordt.

### Herman Koch
Herman Koch vertolkte onder meer de corpsbal Kerstens, de kantoorklerk Jos, de controlerend ambtenaar en troubleshooter Van Beusekom, de met doorrookte stem vloekende meneer Verschoor, de bizarre dierenverkoper en Henk Mul, de spastische stuntman. Ook deed hij Duitse types, waarvan Tampert (parodie op Derrick) het bekendste is. Al voor Jiskefet had Koch met Michiel Romeyn samengewerkt aan het radioprogramma Borát.

### Michiel Romeyn
Michiel Romeyn vertolkte onder meer de corpsbal Van Binsbergen, Tony van Heemschut, de macho kantoorklerk Storm, de proleet Johnny, Bep van Mokum en de 'witte neger' Oboema. Romeyn en Prins hadden de twee proleten al voor Jiskefet (voor de lol) gespeeld. Romeyn voerde na Jiskefet nog regelmatig zijn figuur van Oboema op bij verschillende gelegenheden.

### Gastacteurs
- René van 't Hof
- Annet Malherbe
- Beppie Melissen
- Hans Teeuwen
- Ellen ten Damme
- Anniek Pheifer
- Raymonde de Kuyper
- Leny Breederveld
- Carice van Houten
- Glennis Grace
- Anita Witzier
- Jeroen van Koningsbrugge
- Olivier Tuinier
- Marjan Luif

## Bekende sketches

### De Dierenwinkel
Een ouderwetse, saai ingerichte winkel met achter de toonbank dozen met een etiket als "poes", "vis" en "gems". Met uitzondering van een fret in de eerste sketch, verschijnen de dieren zelf nooit zichtbaar in beeld. De verkoper (Koch) en klant (Romeyn) spreken in erg overdreven archaïsche taal en begroeten elkaar constant met "Goeiemiddag", uitgesproken met een zachte g. Regelmatig komen er ook andere personen, gespeeld door Prins, in de winkel langs. Dit zijn onder andere een diereninspecteur, een overvaller (bewapend met een handboor) en de superheld Dierenvriend.
De verschillende afleveringen:
1. De Fret
2. De Dierenfilm
3. De Eilanden
4. Inspectie
5. Een Muizenplaag
6. De Overval
7. De Gems
8. De Naaktvisser
9. Duitse Dieren
10. De Bunzing
11. Dierenbubbledouche
12. Dierenpret
13. Dierenbowling
14. De Vrouw
15. De Boomgrens

### Oboema en José
Oboema, gespeeld door Romeyn, is een echte Jarobe (een "witte bosneger" uit Amsterdam-Oost) die een baan als boekhouder heeft in Nederland en is getrouwd met José (Beppie Melissen). In de serie "Achter de Wolken" escaleert het avondeten steeds in slaande ruzie ("Dood! Dood! Dood, moet je! Ga nou eindelijk eens dood."), waarna alles achter gesloten deuren weer bijgelegd wordt en Oboema de kijker een relatie-les leert. Oboema zelf is het type "jij doet het helemaal fout en ik een heel klein beetje" en geeft José altijd de meeste schuld in een ruzie.

### Johnny en Willie
Johnny en Willie zijn twee proleten met opmerkelijke opvattingen die de mensen om hen heen domineren en intimideren. Willie (Prins) is een meeloper van Johnny (Romeyn), doet alles wat Johnny wil en lacht om alles wat Johnny doet. Zo gebruiken ze de kabel van hun 'proleten-terreinwagen' om een boekenkast in een boekwinkel om te trekken, omdat een boek dat daar gekocht is geen open einde heeft. Ook branden ze een kalende man (gespeeld door Koch) tot de grond af, omdat deze niet voldoet aan hun normaalbeeld. Ook steken ze een poppenkast in brand, omdat ze van mening zijn dat kinderen bang zijn voor klassieke poppenkast en slaat Johnny zijn buurvrouw (gespeeld door Marjan Luif) in elkaar met als toelichting: 'Je staat met die rare platte reet van je m'n hele wagen in te deuken'.
Als Willie alleen is, schrijft hij brieven aan zijn zoon Capriccio. Uit deze brieven blijkt dat Willie naïef, eenzaam en verdrietig is. De ex van Willie staat contact tussen hem en zijn zoon niet toe.

### De Lullo's
De Lullo's zijn een persiflage op corpsballen (de studenten Van Binsbergen (Romeyn), Kerstens (Koch) en Kamphuijs (Prins)), die de hele dag niets anders doen dan slapen en zuipen, denigrerend zijn tegenover alles wat werkt en elkaar de vraag stellen 'Hé lullo, heb je nog geneukt?'. De korte serie werd erg populair bij studenten, de bevolkingsgroep die juist bespot werd.

### Debiteuren Crediteuren
Persiflage op het kantoorleven. Jos (Koch) en Edgar (Prins), hun collega Storm (Romeyn) en de zwaarlijvige secretaresse Juffrouw Jannie (Annet Malherbe) werken op de financiële administratie en komen de dag door met flauwe kantoorhumor. Telkens terugkerende gespreksonderwerpen van de heren zijn wat er op de boterham zit, wat Jos ditmaal bij de tramhalte uitspookte, wat Storm bij de commando's meemaakte en wanneer Juffrouw Jannie met de koffie langskomt. De heren groeten elkaar steevast met de inmiddels bekende groeten "goeiesmorgens" (Edgar en Juffrouw Jannie), "goedemorgen deze morgen'" (Jos) en "goedemorgen heren van het goede leven" (Storm). Ook deze serie werd evenals De Lullo's erg populair bij de bevolkingsgroep die bespot werd.

### Peters
De Peters vormen een niet al te intelligent trio, bestaande uit Peter, Peter en Peter. Ze dragen doorgaans een blauwe stofjas, een zwarte bril met dik montuur, het haar stijf achterover gekamd. Ze zijn nogal eens onduidelijk in de weer met steekkarretjes en werken onder andere in een supermarkt waar wordt gegrossierd in kinderpindakaas. In de filmpjes commanderen ze elkaar met "Peter! Peter?!" (nadrukkelijk uitgesproken als: Petor). In een aflevering werken ze op een enorme tankwagen met het opschrift ZALF: met een dikke slang vullen ze het huis van de man met jeuk aan zijn anus met zalf. Verder komt een van de Peters (vertolkt door grimeur Arjen van der Grijn) kort voor in een van de afleveringen van de Lullo's om de was van Kamphuijs (Prins) op te halen. Daarnaast komt een Peter langs in de aflevering "Bertje" van de serie Multilul als deze een wasmachine komt afgeven, waarmee Bertje de laatste eer bewezen gaat worden door met diens as persoonlijke stukjes textiel te wassen.

### De Heeren van 'de Bruyne Ster': Avonturen op een COC-schip
De avonturen van de drie nichterige, zeventiende-eeuwse zeelieden Van den Beerenbroeck (Prins), Cruysz (Koch) en De Boesselaere (Romeyn). Ze maken onderweg naar West-Indië de meest hilarische dingen mee. Er waren gastrollen voor Ellen ten Damme (Reetenjongh), Kees Hulst (prins Frederik Hendrik), René van 't Hof (indiaan) en Annet Malherbe (Hildegonde van Hirstenvoorde). De heren van Jiskefet zelf waren er volgens Herman Koch achteraf "doodongelukkig" mee. Wel zouden Gerard Reve en Matroos Vos er met plezier naar hebben gekeken.

### Multilul
Speelt zich af in een reclamebureau met Martin (Prins), Menno (Koch) en Jerry (Romeyn), drie types die niets weten en elkaar nooit begrijpen en zich de naam van de assistente Marloes (Raymonde de Kuyper) nooit kunnen herinneren (ze spreken haar consequent aan met "ben je naam effe kwijt"). Fritsie (René van 't Hof), de techneut achter de reclames, komt in veel afleveringen weer met een nieuw onbegrijpelijk systeem, zoals Digital Performance System, CD Searching System, Hidden Sound System, Shower Sound System, Holistic Satellite System en Hidden Mind Switching System.

### Tampert
Krimi gekenmerkt door de lijzige Kommissar Tampert en een mengtaal van Duits en Nederlands, afgewisseld met steenkolenduits, dat door alle personages gesproken wordt. Markant hierbij was de steevast door Tampert gebezigde uitspraak: "Ja..., wie sage ich das jetzt?" De serie was voornamelijk een persiflage op de Duitse krimiserie Derrick, maar ook op andere Duitse krimi's, en genoemd naar hoofdrolspeler Horst Tappert uit die serie. De uitdaging van de persiflage zat hem voor de drie acteurs vooral in het zo lang mogelijk rekken van het niets zeggen.

### Sint Hubertusberg
Een bejaardentehuis met Beekman (Prins), Faber (Romeyn), Van Zijl (Koch) en Pos (Leny Breederveld), vier bejaarden die verpleegd worden door een strenge hoofdzuster (Beppie Melissen) en de wat naïeve stagiaire Rita (Anniek Pheifer). De allerlaatste serie van Jiskefet, door vele fans de zwanenzang genoemd.

### Emergendizer
De emergendizer is een sterk (maar bovenal totaal nutteloos) plastic ding, dat werd aangeprezen in het programma Wonderbaarlijke Ontdekkingen van Jiskefet in 1992. De uitzending was een parodie op tv-programma's van thuiswinkelbedrijven als Amazing Discoveries.

## Singles
- 1996 - Lullo, heb je nog geneukt / Peter
- 1996 - Hemel
- 1996 - Haar in m'n glas
- 1997 - Mijn club
- 2000 - Oh oh Oranje[6]

## Albums
- 1994 - Volume 1
- 1997 - Bull

## Boeken
- 2001 - Debiteuren Crediteuren - Uitgeverij De Bezige Bij
- 2001 - Debiteuren Crediteuren deel 2 - Uitgeverij De Bezige Bij
- 2002 - Een greep uit 10 jaar Jiskefet - Uitgeverij De Bezige Bij
- 2003 - Hé Lullo - Uitgeverij De Bezige Bij

Koch en Romeyn procedeerden in 2021 tegen de uitgave van een ongeautoriseerde encyclopedie over Jiskefet. De mannen wilden een sticker op het boek hebben om aan te geven dat het boek geschreven was zonder hun betrokkenheid, maar uiteindelijk werd in 2022 in hoger beroep geoordeeld dat het boek uitgegeven mocht worden zonder aanpassing van de kaft. De Hoge Raad bevestigde dit in 2023.

## Dvd's
| Dvd's met hitnoteringen in de Nederlandse DVD Music Top 30 | Datum van verschijnen | Datum van binnenkomst | Hoogste positie | Aantal weken | Opmerkingen |
| ---------------------------------------------------------- | --------------------- | --------------------- | --------------- | ------------ | ----------- |
| Twee pak                                                   | 1999                  | 12-06-1999            | 1(10wk)         | 37           |             |
| Mijn club toen en nu                                       | 2000                  | 17-06-2000            | 1(14wk)         | 21           |             |
| Debiteuren crediteuren 1                                   | 2001                  | 24-03-2001            | 1(2wk)          | 4            |             |
| Debiteuren crediteuren 2                                   | 2001                  | 24-03-2001            | 2               | 4            |             |
| Een doos vol lullos                                        | 2001                  | 07-07-2001            | 1(3wk)          | 4            |             |
| Multilul                                                   | 2003                  | 19-07-2003            | 10              | 7            |             |